# Мораиш, Граса
Мария да Гра́са Пинту де Алмейда Мора́иш (порт. Maria da Graça Pinto de Almeida Morais; род. 17 марта 1948) — португальская художница.

## Биография
Граса Мораиш родилась 17 марта 1948 года в городе Виейру провинции Траз-уж-Монтиш.
Изучала живопись в Высшей школе изящных искусств города Порту, которую окончила в 1971 году.
В 1997 году создала панно «Лица мира» в традиционной португальской технике азулежу для оформления восточного вестибюля станции «Белорусская» Кольцевой линии Московского метрополитена. Эта работа стала подарком муниципалитета Лиссабона Москве на 850-летие. В том же году из рук президента Португалии Жорже Сампайю получила орден Инфанта дона Энрике.
В 2013 году получила Главную премию Национальной академии изящных искусств Португалии (порт. Grande Prémio Aquisição).
В настоящее время проживает в Лиссабоне, продолжает заниматься творческой деятельностью.
Работы Грасы Мораиш находятся в коллекциях таких учреждений культуры, как Фонд Галуста Гюльбенкяна, Музей современного искусства Сан-Паулу, Фонд Серралвеш и другие.